# Marie Smolka
Marie Smolka (* 1984 in Ostrava) ist eine tschechische Opern- und Konzertsängerin (Sopran).

## Leben
Marie Smolka begann ihre musikalische Ausbildung mit dem Klavierspiel. Sie kam als Kind nach Deutschland, wo sie anfangs mehrere Monate in einem Auffanglager lebte und sehr schnell Deutsch lernte. Die Familie ließ sich anschließend in Darmstadt nieder. Sie besuchte das Justus-Liebig-Gymnasium, sang dort im Schulchor und von 1999 bis 2003 im Extra-Chor des Hessischen Staatstheaters Darmstadt. Nach ihrem Abitur studierte sie zunächst Pharmakologie, entschied sich dann jedoch für eine künstlerische Laufbahn und begann zum Wintersemester 2003/04 ein Gesangsstudium an der Hochschule für Musik und Darstellende Kunst in Frankfurt am Main, wo Hedwig Fassbender und Rudolf Piernay ihre Lehrer waren. Meisterklassen absolvierte sie bei Helen Donath, Klesie Kelly-Moog und Ingeborg Danz. Während ihres Studiums war sie bereits Gast an der Oper Frankfurt, am Staatstheater Darmstadt, am Stadttheater Gießen, am Theater Vorpommern und am Theater Heidelberg.
Von 2010 bis 2013 war Marie Smolka fest am Landestheater Coburg engagiert, wo sie Partien wie Norina in Don Pasquale, Ännchen in Der Freischütz und Zerlina in Don Giovanni sang. Anschließend war sie freischaffend tätig und gastierte u. a. an der Staatsoper Berlin, an der Staatsoper Hannover, am Staatstheater Cottbus, am Opernhaus Dortmund, am Landestheater Linz und am Teatro Massimo in Palermo.
In der Spielzeit 2013/14 sang sie am Stadttheater Klagenfurt die Komtesse Stasi in der Operette Die Csárdásfürstin in einer Inszenierung von Tobias Kratzer. In der Spielzeit 2014/15 folgte dort die Ottilie in Ralph Benatzkys Singspiel Im weißen Rößl.
Ab der Spielzeit 2018/19 war sie am Saarländischen Staatstheater Saarbrücken engagiert, wo sie u. a. als Musetta in der Wiederaufnahme von La Bohème, als Susanna in Die Hochzeit des Figaro und als Valencienne in Die lustige Witwe auftrat.
Anschließend war sie von 2021 bis 2023 für zwei Spielzeiten am Theater Bremen verpflichtet. Sie debütierte dort als Nedda in Der Bajazzo, wo sie „mit ihrer silbrigen, sehr kultiviert geführten Stimme gefiel“, und war dort auch als Pamina (Die Zauberflöte) sowie als Poppea (L’incoronazione di Poppea) zu hören. Von der Zeitschrift Opernwelt wurde sie für ihre Interpretation der Nedda als „Nachwuchskünstlerin des Jahres 2022“ nominiert.
In der Spielzeit 2022/23 debütierte sie als Traviata in Marina Abramovićs 7 Deaths of Maria Callas am Koninklijkjes Theater in Amsterdam.
Seit der Spielzeit 2023/24 ist Marie Smolka festes Ensemblemitglied am Tiroler Landestheater in Innsbruck, wo sie bisher als Contessa in Die Hochzeit des Figaro, als Mimì in La Bohème (an der Seite von Attilio Glaser und Ilker Arcayürek) und als Simplicius Simplicissimus auftrat. Die Zeitschrift Opernwelt bewertete Smolkas Interpretation des Simplicius als „Glücksfall“ und hob neben der gesanglichen Leistung ausdrücklich auch ihre schauspielerische Begabung hervor. In der Kritikerumfrage des Opernwelt-Jahrbuchs 2024 wurde Smolka außerdem als „Sängerin des Jahres“ nominiert.
Im November 2024 gab Smolka mit der Figaro-Contessa ihr Hausdebüt an der Komischen Oper Berlin. Im März 2025 folgte am Landestheater Innsbruck ihr Rollendebüt als Tatjana in Eugen Onegin.
Marie Smolka arbeitete u. a. mit den Dirigenten und Dirigentinnen Marc Albrecht, Cornelius Meister, Constantin Trinks, Joana Mallwitz und Yoel Gamzou zusammen. Mehrfach konzertierte sie gemeinsam mit der Kammerakademie Potsdam. Sie gastierte u. a. beim Rheingau-Musik-Festival, beim Festival „Les voyages d’Orphée“ in Sarrebourg/Genf und beim Internationalen Barockfestival in Danzig, wo sie mit dem Goldberg Baroque Ensemble Werke von Du Grain, Johann Gottlieb Goldberg und Meder auf CD aufnahm.
Marie Smolka lebt in Berlin und Innsbruck.

## Repertoire (Auswahl)
- Benatzky: Ottilie in Im weißen Rößl
- Bernstein: Maria in West Side Story
- Bizet: Leila in Die Perlenfischer
- Donizetti: Norina in Don Pasquale
- Dusapin: Kind in Macbeth Underworld
- Eötvos: The Angel in Angels in America
- Händel: Almirena in Rinaldo
- Hartmann: Simplicissimus in Simplicius Simplicissimus
- Humperdinck: Gretel in Hänsel und Gretel
- Kálmán: Stasi in Die Csárdásfürstin
- Lehár: Valencienne in Die lustige Witwe
- Leoncavallo: Nedda in Der Bajazzo
- Loewe: Eliza Doolittle in My Fair Lady
- Monteverdi: Euridice in L’Orfeo
- Monteverdi: Poppea in L’incoronazione di Poppea
- Mozart: Zerlina in Don Giovanni
- Mozart: Susanna und Contessa Almaviva in Le nozze di Figaro
- Mozart: Pamina in Die Zauberflöte
- Puccini: Musetta und Mimì in La Bohème
- Johann Strauß: Ciboletta in Eine Nacht in Venedig
- Richard Strauss: Sophie in Der Rosenkavalier
- Tschaikowski: Tatjana in Eugen Onegin
- Weber: Ännchen in Der Freischütz